# Thyreus rufitarsus
Thyreus rufitarsus är en biart som först beskrevs av Rayment 1931.  Thyreus rufitarsus ingår i släktet Thyreus och familjen långtungebin. Inga underarter finns listade i Catalogue of Life.